# Bebe Kamin
Bernardo Czemerinsky (Buenos Aires, 7 de mayo de 1943), conocido por su nombre artístico Bebe Kamin, es un guionista y director de cine argentino. Ha dirigido, entre otros filmes, Los chicos de la guerra (1984), que tuvo muy buena acogida de crítica y público, y cuya temática se vincula con la guerra de las Malvinas.

## Actividad profesional
Se graduó como ingeniero en electromecánica y trabajó en la Comisión Nacional de Energía Atómica. Cuando estudiaba comenzó su acercamiento al cine y fue responsable del cineclub de la Facultad de Ingeniería. A partir de 1969 fue director de sonido de varias película, incluyendo El habilitado, Juan Lamaglia y Sra. y The Players vs. Ángeles caídos, todas de 1969.
Aproximadamente entre 1970 y 1974, un pequeño grupo de amigos, que ellos mismos denominaron Underground con un interés común: por una manera distinta de ver el cine y de asumirlo radicalmente que los diferenciaban tanto de la industria tradicional como de los otros grupos contemporáneos. Además de Kamin estaban allí, entre otros, Edgardo Cozarinsky, Rafael Filippelli, Hugo Gil, Gabriel Bejo, Edgardo Kleinman, Néstor Lescovich y Julio Ludueña. Sobre esa época Bejo repetía una frase de Filippelli acerca de las películas que les gustaban: ‘Si eso es cine entonces lo que nosotros hacemos debe ser otra cosa’ y agrega:

"Hay tantas cosas en las que creíamos y que están definitivamente enterradas que me faltan las referencias para situar (sus) películas –y otras de mis amigos de entonces– como tales. Pero, en fin, esos objetos están fotografiados en una gelatina de bromuro de plata sobre un soporte de celuloide que pasa la velocidad de 24 imágenes por segundo en un proyector: entonces, digamos que son películas cinematográficas. Por el resto, confieso que desde hoy y aquí me cuesta hablar de aquella época sin preguntarme si no habré imaginado todo aquello”.

En 1975 dirigió El búho, su primer largometraje, que no fue estrenado comercialmente y fue exhibido en 1983. Posteriormente dirigió el documental musical 
Adiós Sui Generis (1976) y Los chicos de la guerra (1984), un filme vinculado a la temática de la guerra de las Malvinas, y desde entonces alternó la dirección de filmes con la labor docente.

## Críticas sobreLos chicos de la guerra
Algunos de los comentarios críticos sobre este filme fueron:
Jorge Abel Martín en Tiempo Argentino escribió:

«Excelente nivel cinematográfico, inteligente planteo argumental, cuidada realización e importantes desempeños actorales.»

La Nación opinó:

«El guion ha preferido lo anecdótico con criterio sumatorio y no la progresion dramática.»

Jorge Miguel Couselo en Clarín dijo:

«Es la primera expresión en términos contemporáneos extremos, referida a una herida no cicatrizada, y aún en cierta contención más elocuente que los muchos verbalismos al uso .»

La Razón opinó:

«Si bien es cierto que algunos aspectos del film no terminan de convencer como por ejemplo, la falta de verismo de las escenas de combate...sigue teniendo valor como documento.»

Manrupe y Portela escriben:

«Una de esas películas de valor histórico y visión recomendada tanto para un posible estudio del conflicto Malvinas, como de la primera etapa de la democracia post-proceso y sus temas. El retrato de los adolescentes transmite sinceridad y frescura. Disimulando algunas carencias de producción la película está aceptablemente narrada.»

## Premios porLos chicos de la guerra
La película recibió los siguientes premios:
Festival Internacional de Cine de Río de Janeiro (Brasil) (1984)
- Premio Especial del Jurado.
- Premio de la Juventud de la Unesco.
- Premio de la Asociación de Críticos de Río de Janeiro
- Mención de la Oficina Católica Internacional del Cine

Festival Internacional del Nuevo Cine Latinoamericano de La Habana. La Habana, Cuba 1984
- Mención Especial del Jurado.

Festival de Cine Iberoamericano de Huelva Huelva, España, (1984)
- Premio Colón de Oro a la mejor película, compartido con Asesinato en el Senado de la Nación de Juan José Jusid.

## Filmografía
Departamento de sonido
- Contraluz (2001)
- País cerrado, teatro abierto (1990) (sonido)
- La película del rey (1985)
- Mercedes Sosa: como un pájaro libre (1983) (sonido)
- Piedra libre (1976)
- La guerra del cerdo (1975)
- El Pibe Cabeza (1975)
- Luces de mis zapatos (1973)
- Repita con nosotros el siguiente ejercicio (1973)
- Paño verde (1972)
- El habilitado (1971)
- Alianza para el progreso (1971)
- La familia unida esperando la llegada de Hallewyn (1971) )
- Por los senderos del Libertador (1971)
- ...(Puntos suspensivos) o Esperando a los bárbaros (1970)
- La fidelidad (1970)
- Los buenos sentimientos (1970) cortometraje que integró luego el largometraje Cuatrónicas
- El habilitado (1969)
- Juan Lamaglia y Sra. (1969)
- The Players vs. Ángeles caídos (1969) (montaje sonoro)

Director
- Maestros milongueros (2007)
- Contraluz (2001)
- Vivir mata (1991)
- Homenaje (1988)
- Chechechela, una chica de barrio (1986)
- Los chicos de la guerra (1984)
- Adiós Sui Generis (1976)
- El búho (1975) y exhibido en 1983.

Guionista
- Maestros milongueros (2007)
- Contraluz (2001)
- Vivir mata (1991)
- Homenaje (1988)
- Chechechela, una chica de barrio (1986)
- Los chicos de la guerra (1984)
- Adiós Sui Generis (1976)
- El búho (1975) y exhibido en 1983.

Productor
- Sociedad anónima (2005)
- Contraluz (2001) (como Bernardo Czemerinsky)
- Vivir mata (1991)

## Supervisor
- Rerum novarum (2001)

Actor
- Los chicos de la guerra (1984).... Cameo (joven en discoteca)

Ayudante de dirección
- Paño verde (1973)

Montaje de sonido
- The Players vs. Ángeles caídos (1969)

Asesoría de sonido
- País cerrado, teatro abierto (1989)

## Premios y reconocimientos
En noviembre de 2024 la Legislatura de la Ciudad Autónoma de Buenos Aires lo distinguió Personalidad Destacada de la Ciudad Autónoma de Buenos Aires en el ámbito de la cultura.